# بيتير فاجيناس
بيتير فاجيناس (بالإنجليزية: Peter Vagenas) (6 فبراير 1978 باسادينا الولايات المتحدة - ) هو لاعب كرة قدم أمريكي، يلعب كلاعب وسط، شارك في الألعاب الأولمبية الصيفية 2000.

## روابط خارجية
- بيتير فاجيناس على موقع الاتحاد الدولي (مؤرشف)  (الإنجليزية)
- بيتير فاجيناس على موقع الدوري الأمريكي (الإنجليزية)
- بيتير فاجيناس على موقع قاعدة بيانات كرة القدم.إي يو (الإنجليزية)
- بيتير فاجيناس على موقع ناشيونال فوتبول تيمز (الإنجليزية)
- بيتير فاجيناس على موقع Soccerway.com (الإنجليزية)
- بيتير فاجيناس على موقع عالم كرة القدم.نت (الإنجليزية)
- بيتير فاجيناس على موقع أوليمبيديا (الإنجليزية)